# Iglesia de Santo Ángel en Pescheria
Santo Ángel in Pescheria es una iglesia de Roma del siglo VIII. Su nombre Pescheria (pesquería, en español) deriva del hecho de estar situada junto a un mercado de pescado instalado en las ruinas del antiguo Pórtico de Octavia, anexo al templo. La Iglesia es la sede del título cardenalicio de Santo Ángel en Pescheria.

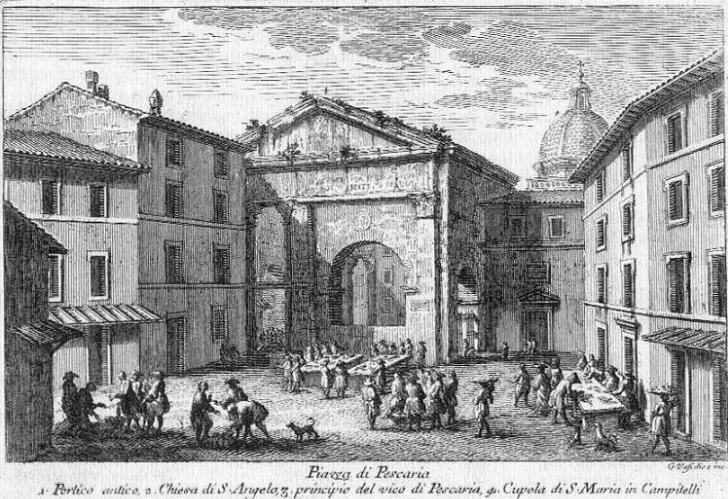
Plaza de los pescaderos en 1750, con Santo Ángel en Pescheria al fondo

## Historia
La iglesia original se construyó en el siglo VIII. Sobrevive todavía en la cripta del actual templo y en el alojamiento de la sacristía que flanquea el actual santuario.
Las reliquias de Santa Sinforosa y de sus siete hijos fueron trasladadas a esta iglesia por el papa Esteban II en 752. En 1610 se encontró un sarcófago que lleva la inscripción: Hic requiest corpora SS. Martyrum Simforosae, virio sui Zotici (Getulii) y Filiorum ejus en Stephano Papa traslata . Esta inscripción hace referencia a San Getulio y a Santa Sinforosa (marido y mujer), que tuvieron siete hijos, todos ellos martirizados.
El tribuno revolucionario Cola di Rienzo nació cerca de Santo Ángel. En 1347 inició su acción para apoderarse del control de Roma en las inmediaciones de la iglesia. El gueto romano se estableció cerca del rione de Santo Ángel en 1555 por orden del papa Pablo IV. Este gueto se abolió en 1870 después de la unificación italiana, o Risorgimento, y el muro que le separaba del resto de la ciudad fue derribado en 1888. El rione Santo Ángel es el número XI de la ciudad de Roma y lleva el nombre de la iglesia.
La iglesia ha sido renovada en varias ocasiones. En 1610 el cardenal Andrea Peretti realizó una primera restauración y en 1700 el cardenal Barberini la remodeló dándole el estado que podemos ver actualmente.
Vincenzo Forcella ha recogido y publicado las inscripciones halladas en Santo Ángel, una valiosa fuente que ilustra la historia de la basílica. Actualmente la Iglesia está en posesión de la orden de los Clérigos Regulares Menores, que utiliza el convento adjunto como Casa General.

## Arquitectura

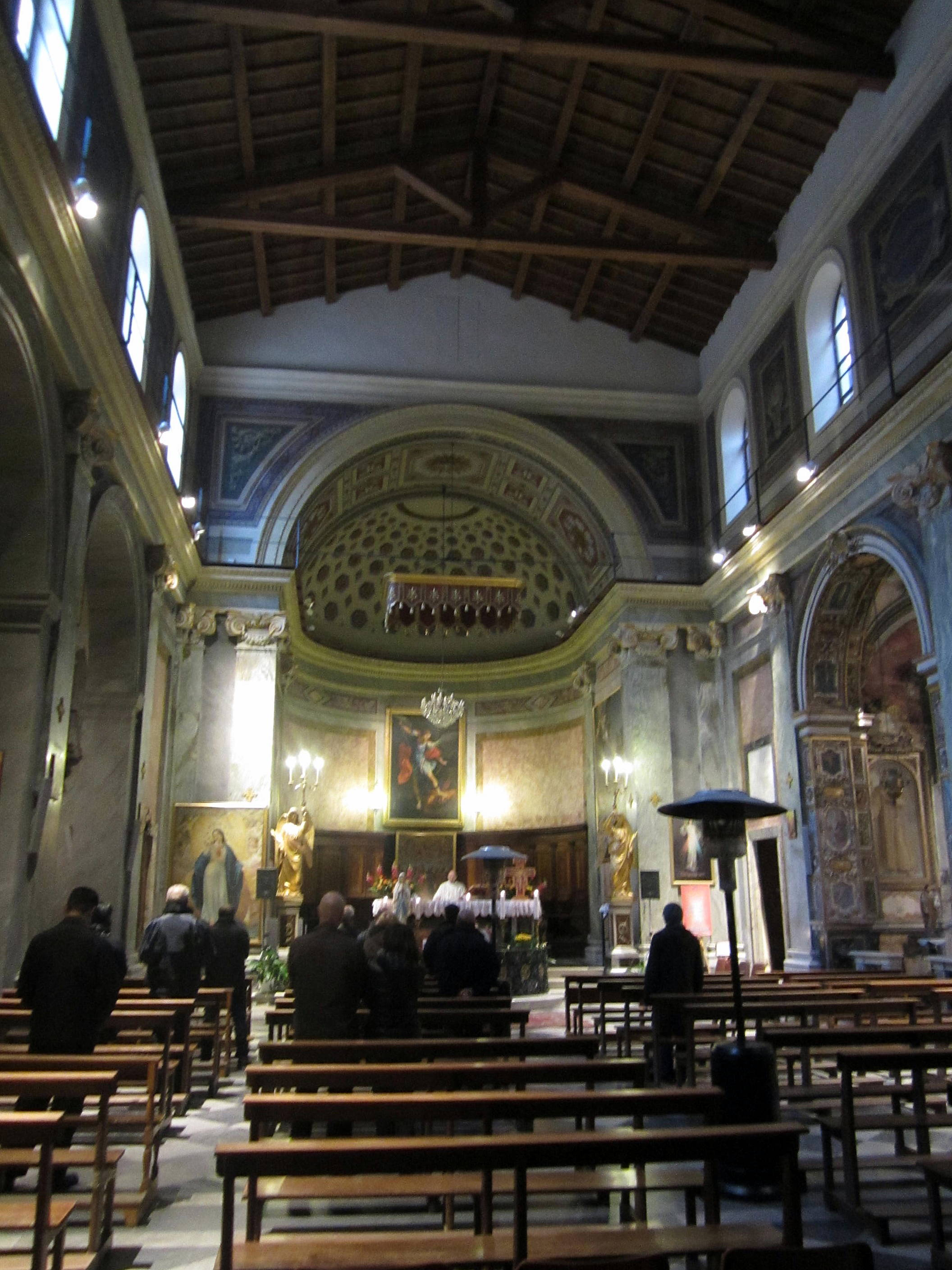
Interior de la iglesia de Santo Ángel en Pescheria. Vista de la nave central.

### Fachada
La iglesia no tiene una fachada propiamente dicha, sino un simple muro de ladrillo con el portal en el centro, que contiene tres columnas corintias del pórtico de Octavia.

### Nave central
La sala central está dividida en tres naves. La central es más alta y ancha que las dos laterales. La nave central, pues, es la única con ventanas: forman arcos de medio punto y hay cuatro por muro (las tres primeras se encuentran judo sobre los arcos de las naves laterales y las dos del fondo sobre las puertas de la sacristía y de la rectoría). La nave tiene una cobertura de madera.
Cerca de la contra-fachada, que está decorada con falsas pinturas de mármol, está el corazón. En este lugar se encuentra también el órgano, construido por Pietro Pantanella en 1877 y ahora en abandono. En la parte superior de la contra-fachada se puede ver un pedazo del marco del tímpano del Pórtico de Octavia. Bajo el corazón, a los lados de la brújula, se encuentra la placa de consagración de la primera iglesia y la de reconsagración.

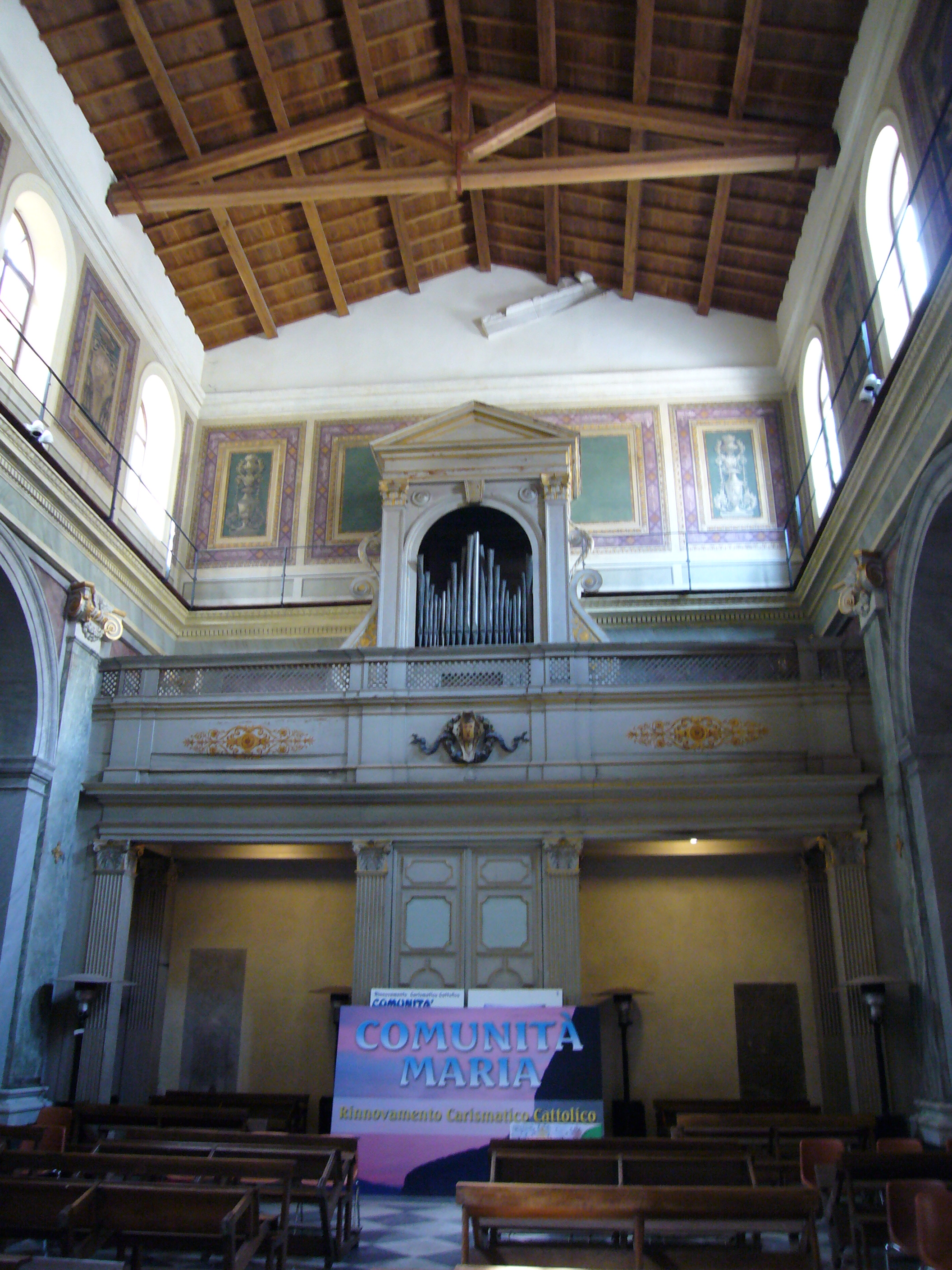
Contra-fachada y corazón

### Naves laterales
La nave de la derecha y de la izquierda se compone de tres tramos. En el primer tramo se encuentra el altar de San José. Originalmente dedicado a la Santísima Trinidad, tiene un frontal muy fino en mármol policromado y una pintura de Giovanni Battista Brughiː La Santísima Trinidad entre San Lorenzo y Ciro. La estatua de madera pintada de San José con el Niño se colocó recientemente en el altar. En el segundo tramo de esta nave se encuentra el Monumento al astrónomo y matemático Giacomo Richebeach (1776 - 1841). El monumento de mármol del siglo XIX, situado sobre una base, consiste en una placa sobrepasada por el busto del astrónomo.
La nave lateral izquierda, al principio de la cual se encuentra la entrada de un pequeño almacén que originalmente era la base del campanario románico, acoge obras de arte de interés considerable. En el primer tramo se encuentra el altar del Crucifijo. Es una de las obras principales de la iglesia y consta de un tabernáculo de estuco barroco con pinturas de mármol falso en los compartimentos laterales y ángeles en las pilastras. A sus lados están las dos estatuas de yeso pintado del siglo XVIII de la Virgen María y de San Juan Evangelista. En el segundo tramo se encuentra la puerta lateral que se ha convertido en la entrada principal de la iglesia. A su lado hay un fregadero de mármol, presuntamente del siglo XVIII.
Finalmente, en el último tramo se encuentra el altar de San Francisco Caracciolo, que originalmente estaba dedicado a la Virgen de las Gracias porque contenía un retablo del XIV con la imagen de la Virgen y el Niño firmado por el pintor Petrus de Belizo y el presbítero Belushomo, ahora situado en el otro lugar. En su sitio, en el altar de Juan de la Puerta, hay una escultura moderna que representa la Santa Cruz. Debajo, apoyada sobre la mesa del altar hecha en forma de sarcófago cuadrado, está el cuadro de San Francisco Caracciolo.
En la pared derecha del último tramo de esta nave izquierda están los frescos de la Virgen María y el Niño Jesús y los ángeles, atribuidos a Benozzo Gozzoli (c. 1450).

### Capilla de San Andrés

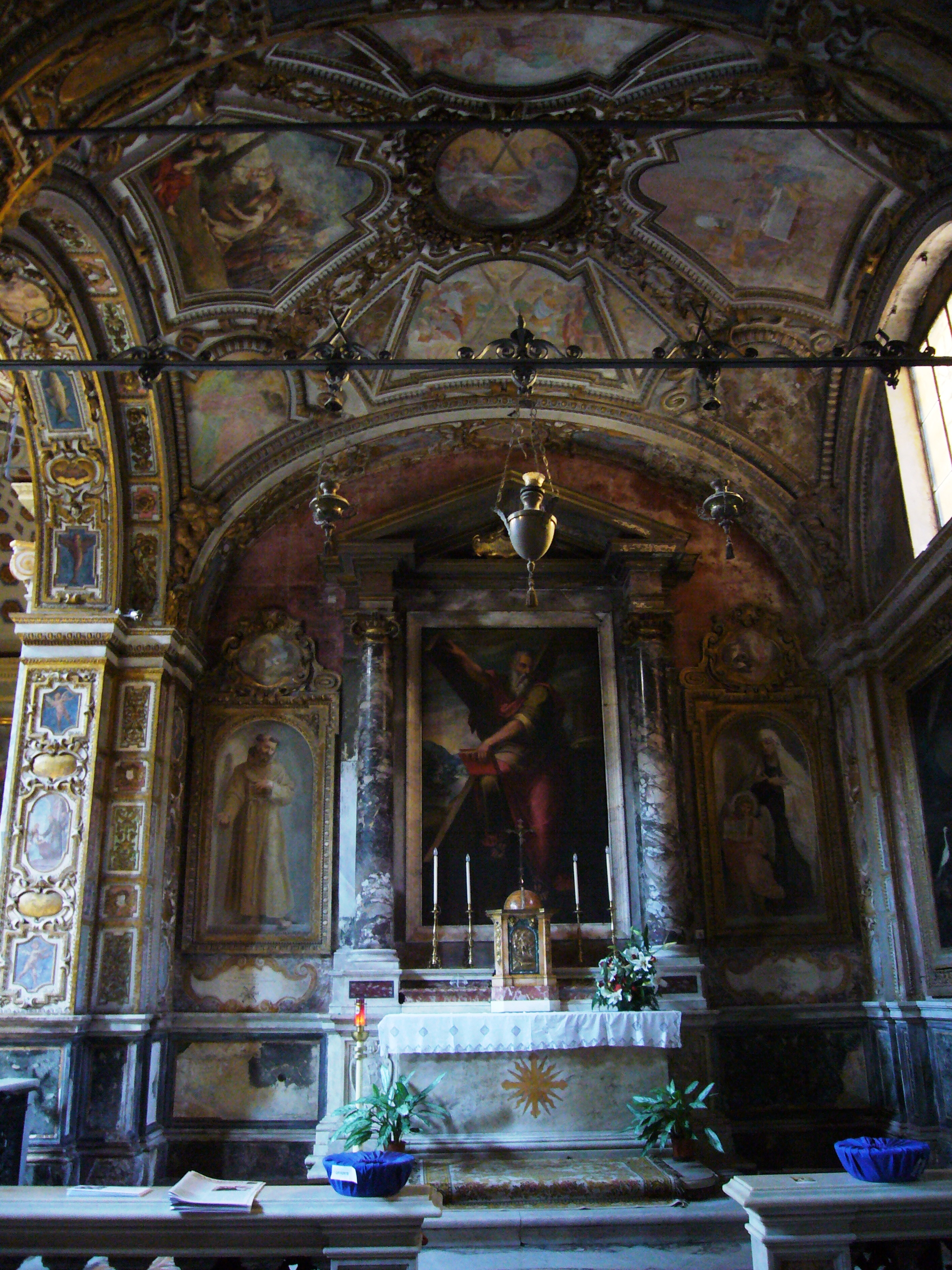
Capilla barroca de San Andrés.

El tesoro de la iglesia es la capilla barroca de San Andrés en el fondo de la nave lateral derecha. Está ricamente decorada en estucos dorados y escenas al fresco pintadas por Innocenzo Tacconi. Las escenas de la bóveda del techo muestran eventos de la vida de San Andrés. Hay peces en el arco interiores, incluida la representación de un pez volador. Las escenas que flanquean el altar muestran a san Francisco de Asís (a la izquierda) y a San Francisco de Roma (a la derecha). La obra data de poco después de 1598, que es cuando el artista llegó a Roma.
El altar tiene dos columnas jónicas en mármol que sustentan un frontón triangular. El retablo muestra la Crucifixión de San Andrés y es de Giorgio Vasari. El cuadro de la pared del lado derecho muestra la Vocación de San Andrés, obra de Bernardino Cesari.
El suelo de la capilla es una espléndida obra de opus sectile en mármol policromado y muestra el escudo de la cofradía. Encima hay un par de gansos, un ciervo y un enorme pez que representa un esturión.

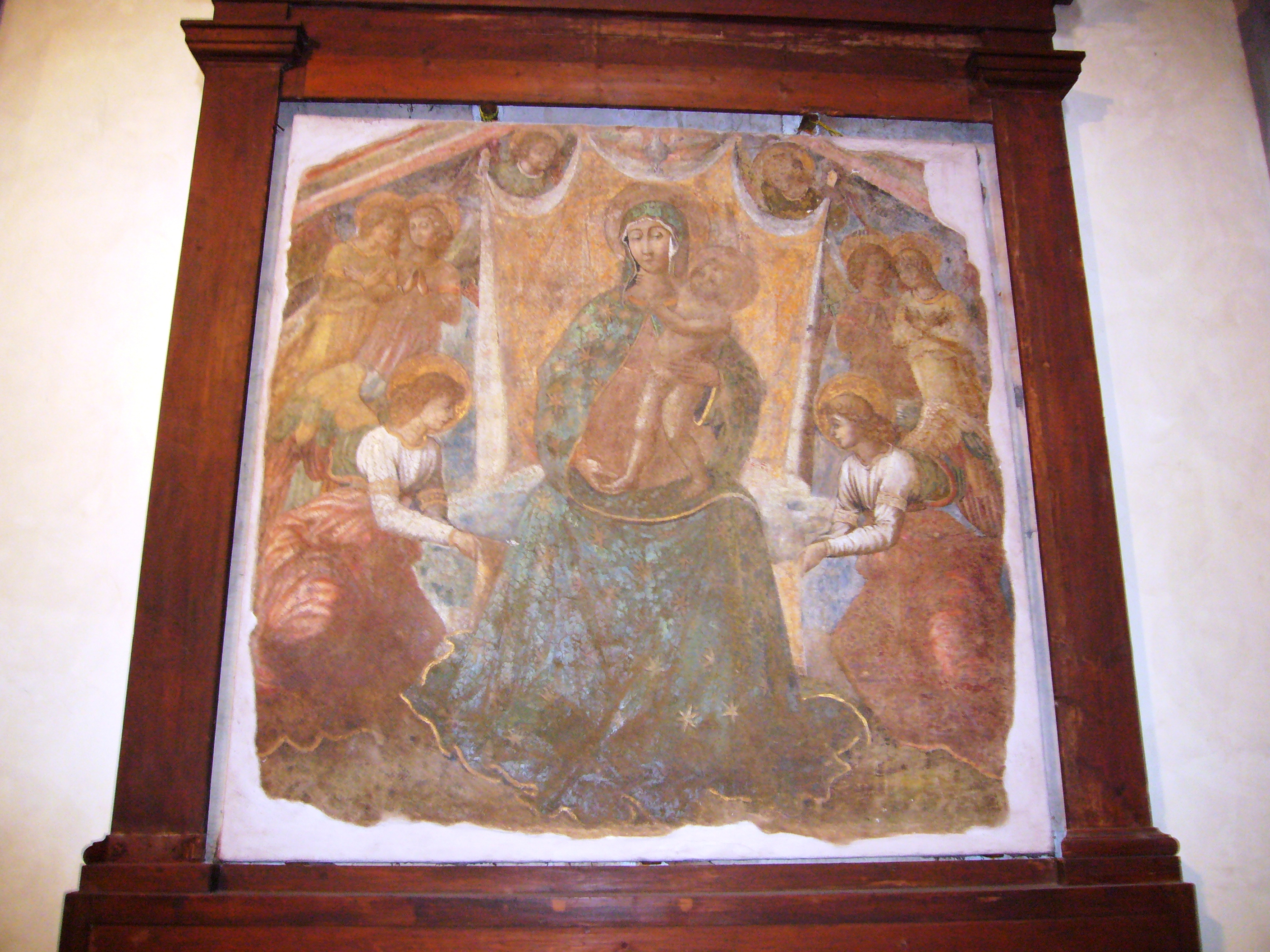
Pintura de Gozzoli.

## Cardenales-diáconos de Santo Ángel en Pescheria
El papa Esteban II creó el título cardenalicio de Santo Ángel en Pescheria en el noveno sector de Roma (Augustea) el 1 de junio de 755 con el nombre de San Pablo Apóstol. En 806, su nombre se cambió por el de Sancti Archangeli y, posteriormente, pasó a llamarse Santo Ángel (Sancti Angeli piscium venalium) antes de convertirse finalmente en Santo Ángel en Pescheria (Sancti Angeli piscium venalium). Con el paso del tiempo, este título se ha concedido tanto a cardenales como a diáconos.